# Kjell Lekeby
Kjell Lekeby, född 1939 i Vetlanda, är en svensk idéhistoriker, författare och översättare.

## Biografi
Mellan 1963 och 1999 arbetade Lekeby som redaktör på Stockholmstidningen, Aftonbladet och Dagens nyheter. Han bokdebuterade år 2000 med Kung Kristina: Drottningen som ville byta kön. Han blev magister i idé- och lärdomshistoria på Uppsala universitet 1989. Han har översatt en rad texter från engelska, franska och latin. 

### Författarskap
Lekebys idéhistoriska författarskap är inriktat på tidigmodern svensk mystik, astrologi, frimureri, alkemi och magi. Hans queerteoritiska studie över Drottning Kristina fick stor uppmärksamhet och influerade även Elisabeth Ohlson Wallins teaterpjäs Kung Kristina som hade premiär på Intima teatern 2018.
Lekeby har arbetat med att förteckna den Svenska Frimurare Ordens arkiv i Stockholm och göra det tillgängligt för forskare. Han har även offentliggjort tidigare ouppmärksammade dokument i arkivets samlingar, främst i den omfattande antologin Gustaviansk mystik, utgiven på Vertigo förlag 2010.
Vidare har Lekeby redovisat ett omfattande släktforskningsarbete, i skrifterna Måns och Ingeborg Nilssons släkt i Långasjö (2015) och Lekaremålasläkten: En bondesläkt i Vissefjärda med medeltida anor (2018).

### Verksamhet som översättare
Lekeby har översatt en rad skrifter till svenska, från latin, franska och engelska. På Vertigo förlag utgavs alkemisterna Fulcanellis Katedralernas mysterium 2013 och Nicolas Flamels Boken om de hieroglyfiska bilderna 1996.